# Södermanlands runinskrifter 113
Runinskrift Sö 113 är en runsten i Kolunda i Stenkvista socken, Eskilstuna kommun.

## Stenen
Stenen hittades vid nyodling strax intill en gravhög från tusentalet och förmodligen har den stått ovanpå högen innan den tippade omkull och doldes av jord. Dess ornamentala avsaknad och inskriftens raka, lodräta runband talar för att den kan vara landskapets äldsta runsten. Intill denna sten finns även runsten Sö 112. Den från runor translittererade och översatta inskriften följer nedan.

## Inskriften

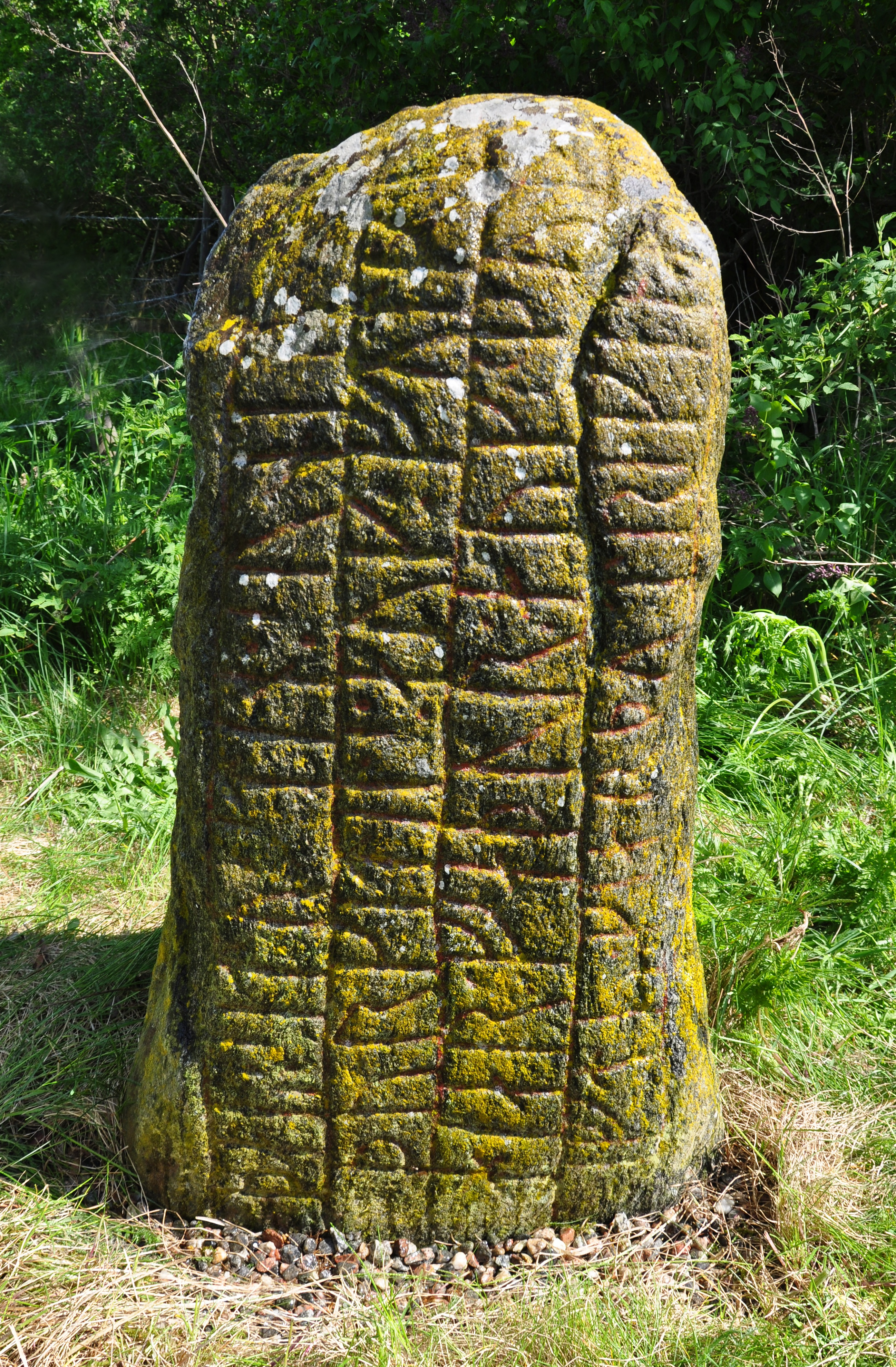
i 2012

Translitterering av runraden:
: þaiʀ : situ : stin : suniʀ :
 þurkitils : auk : fulku
 hiar : faþur : auk : muþur
 : iftiʀ ' kiarþu ' trikila :
Normalisering till runsvenska:
Þæiʀ sattu stæin, syniʀ Þorkætils ok Folku, hiar, faður ok moður æftiʀ. Gærðu drængila.
Översättning till nusvenska:
De satte stenen, sönerna av Torkättil och Folka, här efter fader och moder gjorde de manligen (minnesvård).

### Fotnoter
1. ↑  Fornminnesregistret: 3:2
2. ↑  Runstenar i Södermanland, red. Ingegerd Wachtmeister, Södermanlands museum, 1984, ISBN 91-85066-52-4
3. 1 2  Samnordisk runtextdatabas, Sö 113, 2014
4. ↑  Elias Wessén, Erik Brate, red (1924-1936). Sveriges runinskrifter. Bd 3, Södermanlands runinskrifter. Stockholm: KVHAA. Arkiverad från originalet den 24 september 2015. https://web.archive.org/web/20150924111036/http://www.raa.se/runinskrifter/sri_sodermanland_b03_h01_text_2.pdf. Läst 15 februari 2020